# Tronc de l'encèfal
És la porció de l'encèfal que connecta el diencèfal i el cerebel, amb la medul·la espinal.
- El tronc de l'encèfal, o tronc encefàlic, o tronc cerebral, o tija encefàlica o tija cerebral Inclou (de dalt a baix) el mesencèfal, la protuberància anular, i el bulb raquidi. Conté part de la formació reticular.

Vista del tronc de l'encèfal en 3D (vermell)

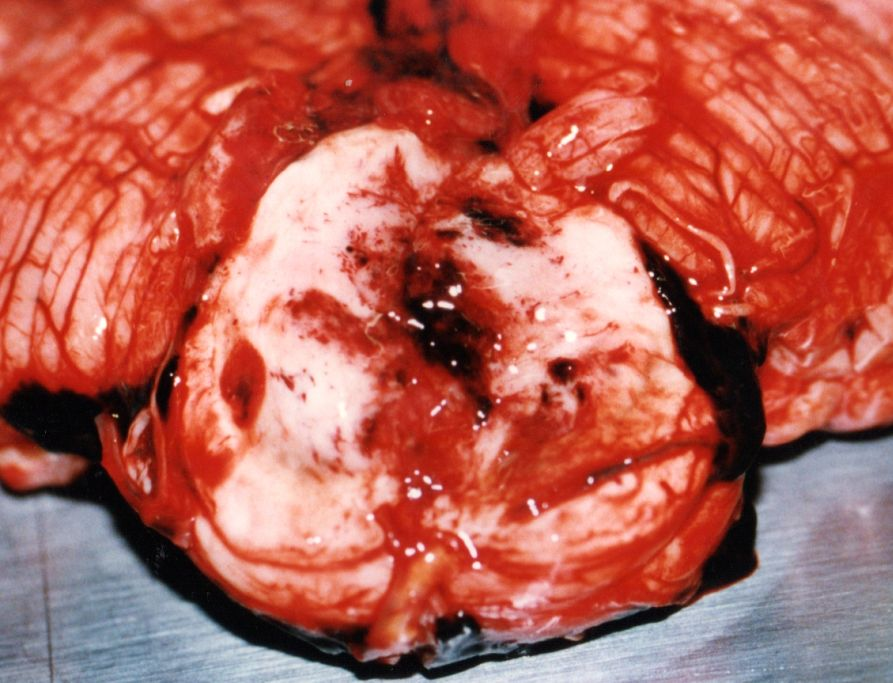
Hemorràgies de Duret al tronc encefàlic (protuberància).